# Åklagare
Åklagare är en jurist som för det allmännas talan i brottmål. I de flesta rättssystem ingår åklagare normalt sett inte i det initiala skedet av en brottsutredning, utan inträder först sedan en eller flera misstänkta har identifierats och det är tid att formulera åtalspunkter. I vissa rättssystem kan eller ska åklagaren ta över ledningen av brottsutredningen. Andra rättssystem särskiljer den utredande och den anklagande makten, vilket leder till att åklagaren bara håller sig informerad om fallets utveckling. I inkvisitoriska rättsordningar kan åklagaren ingå som ledamot i domstolen och delta i prövningen av sin egen utredning, alternativt ersättas av en förundersökningsdomare.

## Finland
Innan 1918 kallades åklagare för aktor i Finland.

## Kanada
I Kanada är det federala åklagare (Federal Crown Attorney) som åtalar i narkotikamål och skattemål eftersom dess handläggs enligt federal lagstiftning. Dessa åklagare är inte valda och ansvariga inför folket utan utsedda av staten.
I var och en av provinserna finns sedan åklagare kallade Crown Attorney eller Crown Counsel.

## Sverige

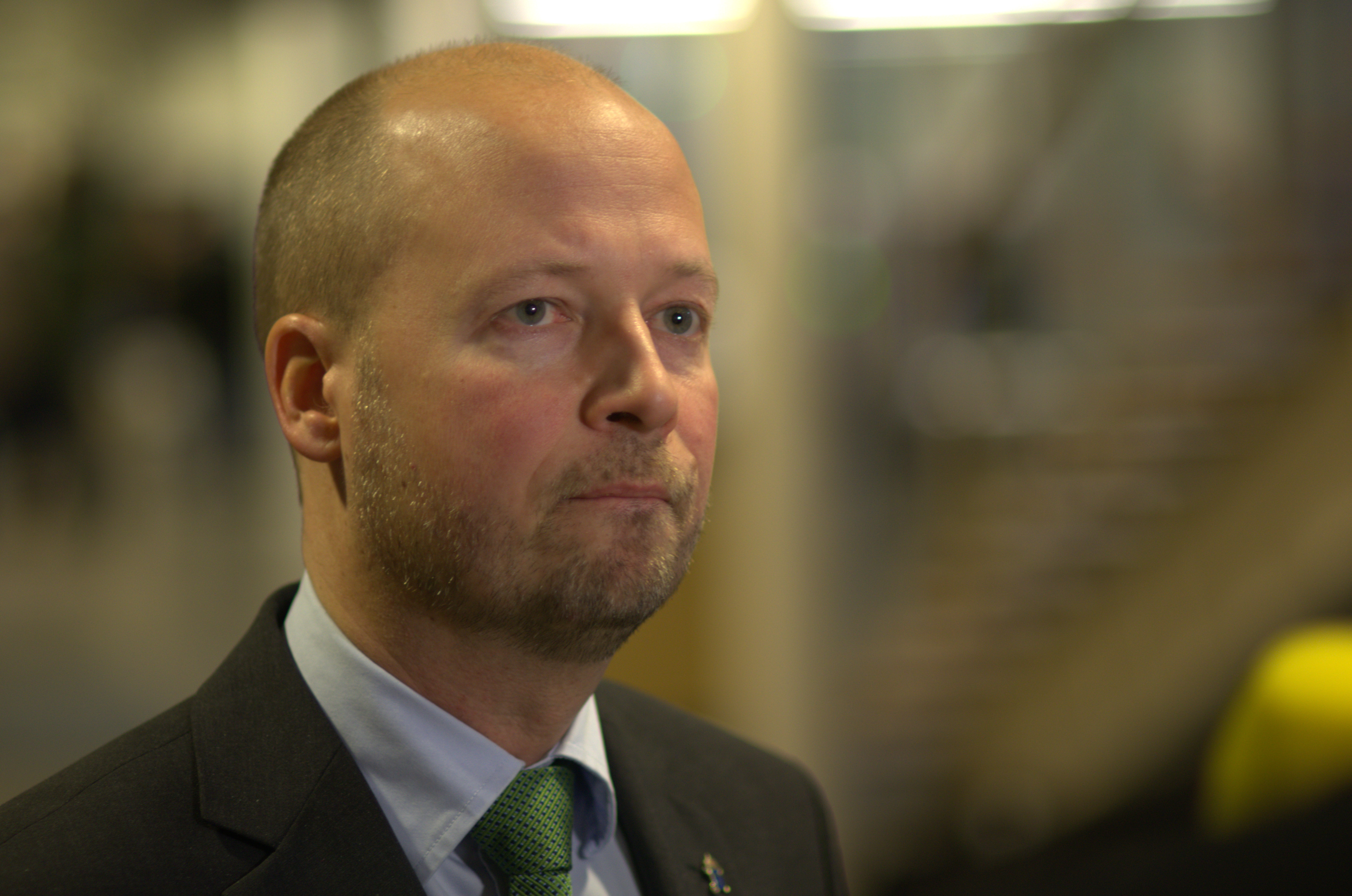
En svensk åklagare fotograferad i Stockholms tingsrätt.

Åklagaren leder som förundersökningsledare de poliser som utreder brottslighet under en förundersökning i anledning av brott för att sen fatta beslut om en vidare rättslig process ska följa, som till exempel anhållande och åtal. Vid många enklare brott är dock polisen själv förundersökningsledare och redovisar en färdig utredning till åklagaren (se Åklagarmyndighetens föreskrifter och allmänna råd om ledning av förundersökning i brottmål, ÅFS 2005:9). Det är en vanlig missuppfattning att åklagaren är i motsatsställning till den tilltalade (den person som misstänks ha begått ett brott), vilket inte är fallet. Enligt svenska rättegångsbalken är det klart och tydligt att åklagaren har skyldighet att presentera och söka även uppgifter som talar för den tilltalade, den så kallade objektivitetsprincipen. I Sverige bär sedan rättegångsbalkens införande 1948 åklagarna denna tjänstebenämning och de är anställda vid Åklagarmyndigheten eller Ekobrottsmyndigheten. Före 1948 var det andra befattningshavare som förde allmänhetens talan i brottmål inför domstolen, till exempel landsfiskaler.

## Tyskland
I Tyskland har åklagarväsendet (Staatsanwaltschaft) bestämmanderätten när det gäller förundersökningen (Vorverfahren). Det åligger åklagaren (Staatsanwalt) att göra den rättsliga bedömningen av de sakförhållanden som framkommit, normalt genom polisundersökningen. Det betyder att åklagaren avgör hur förundersökningen ska avslutas. Åklagaren kan sålunda avskriva ärendet, väcka åtal eller hos domstolen ansöka om ett "Strafbefehl" (ett institut som inte har någon riktig motsvarighet i Sverige men kan jämföras med ett strafföreläggande). Om utredningsläget inte tillåter att åklagaren gör en tillfredsställande rättslig bedömning, kan den besluta att polisundersökningen ska fortsätta. Om målet går till huvudförhandling vid domstol, deltar åklagaren som företrädare för åklagarmyndigheten. Åklagaren framställer åtalet, medverkar vid bevisupptagningen och håller en slutplädering.   
Den här artikeln är helt eller delvis baserad på material från tyskspråkiga Wikipedia, Staatsanwalt, 14 juni 2011.

## USA
En United States Attorney är en chefsåklagare som företräder federala statsmakten i federala mål. För närvarande finns det 93 US Attorney och som lyder under USA:s justitieminister och som leder ett U.S. Attorney's Office. Chefsåklagarna är utsedda av USA:s president med senatens godkännande på 4 åriga ämbetsperioder och kan närsomhelst entledigas av presidenten. Enligt USA:s konstitution får åtal för grövre federala brott inte väckas av åklagaren själv. I stället presenterar åklagaren ärendet för en åtalsjury, som avgör om det finns tillräckligt underlag för att gå vidare till åtal.
Åklagare i delstaterna har titlar som County Attorney, Prosecuting Attorney (i Michigan, Indiana, Hawaii och West Virginia), County Prosecutor, State Attorney, State's Attorney, State Prosecutor, Commonwealth's Attorney (i Virginia och Kentucky) eller District Attorney General (i Tennessee). Beroende på delstat väljs dessa åklagare i allmänna val eller utses av guvernören. Även de flesta delstaterna använder sig av åtalsjury, men då USA:s konstitution inte är bindande för delstaterna i alla avseenden skiljer sig tillämpningen åt från delstat till delstat.

## Åklagaren i Bibeln
I Jobs bok uppträder en gestalt som i den senaste svenska bibelöversättningen benämns Anklagaren, en översättning av det hebreiska ordet ha-satan. I tidigare översättningar används benämningen Åklagaren.